# Amátriain
Amátriain (en euskera Amatriain) es una localidad española de la Comunidad Foral de Navarra perteneciente al municipio de Leoz. Está situado en la Merindad de Olite. Su población es de 16 habitantes (INE 2021).

## Topónimo
El nombre probablemente significa ‘lugar propiedad de un hombre llamado Emeterius', del antropónimo de época romana en latín Emeterius y el sufijo que indica propiedad -ain.

## Arte
Iglesia de San Esteban, del siglo XIII, con reformas del siglo XVII.